# گمینا بویشووه
گمینا بویشووه (به لهستانی:  Gmina Bojszowy) یک گمینا در لهستان است که در شهرستان بیرونگ-لنجن واقع شده‌است. گمینا بویشووه ۳۴٫۰۷ کیلومتر مربع مساحت و ۶٬۶۲۳ نفر جمعیت دارد.